# Томашпільська селищна територіальна громада
Томашпільська селищна громада — територіальна громада в Україні, в Тульчинському районі Вінницької області. Адміністративний центр — селище Томашпіль.
Площа громади — 129,2 км², населення — 7504 мешканці (2018) (без приєднаних сільрад).
Утворена 8 вересня 2016 року шляхом об'єднання Томашпільської селищної ради та Горишківської, Нетребівської, Раківської сільських рад Томашпільського району.
21 грудня 2018 року  внаслідок добровільного приєднання до громади приєдналися Антонівська, Жолоб'янська, Кислицька, Паланська, Пеньківська, Пилипо-Борівська,  Рожнятівська та Яланецька сільські ради.
30 серпня 2019 року внаслідок добровільного приєднання до громади приєдналася Вилянська сільська рада.
12 червня 2020 року громада утворена у складі Томашпільської селищної ради та Антонівської, Великорусавської, Вилянської, Гнатківської, Горишківської, Жолоб'янської, Кислицької, Комаргородської, Липівської, Нетребівської, Олександрівської, Паланської, Пеньківської, Пилипо-Борівської, Раківської, Рожнятівської, Стінянської, Яланецької сільських рад Томашпільського району.

## Населені пункти
До складу громади входять 28 населених пунктів — 3 селища (Горишківське, Комаргородське, Томашпіль) і 25 сіл: Антонівка, Благодатне, Вапнярки, Велика Русава, Вила, Гнатків, Горишківка, Жолоби, Забіляни, Калинка, Касянівка, Кислицьке, Комаргород, Липівка, Нетребівка, Олександрівка, Паланка, Пеньківка, Пилипи-Борівські, Ракова, Рожнятівка, Русава, Стіна, Яланець, Яришівка.